# Гловер, Энн (Гуди)
Энн «Гуди» Гловер (англ. Ann "Goody" Glover, Ирландия — 16 ноября 1688, Бостон, Новая Англия (доминион)) — обвиненная в ведьмовстве и повешенная в Бостоне ирландка. Первая католическая мученица в Массачусетсе, чьё судебное разбирательство послужило основой для многих дел в знаменитом процессе над салемскими ведьмами.

## Обвинения в колдовстве
О жизни Энн до обвинений и суда известно очень мало. Она попала в Бостон в результате завоевания Кромвелем Ирландии, когда были депортированы тысячи ирландцев.
В 1680-х годах Энн и её дочь жили в Бостоне и были служанками в доме Джона Гудвина. Летом 1688 года тринадцатилетняя Марта Гудвин обвинила дочь Энн в воровстве белья. Эти обвинения стали причиной ожесточенного спора между Гловер и детьми Гудвина. Сразу после ссоры дети заболели и начали странно себя вести. Доктор не смог ни поставить диагноза, ни вылечить детей и заявил, что причина болезни — колдовство.
Гловер арестовали и обвинили в колдовстве. Несмотря на то, что Энн все ещё понимала английский, она потеряла способность на нём говорить и могла отвечать на вопросы только на ирландском, который в суде сначала приняли за язык дьявола. Однако потом выяснилось, что Энн говорит на своем родном языке, ей нашли переводчика и судебное разбирательство продолжилось.
На суде от неё потребовали произнести молитву. Она могла сделать это на ирландском и ломаной латыни, но была не в состоянии произнести молитву на английском. В то время верили, что колдуны и ведьмы не способны произнести молитву, что послужило одним из доказательств её вины. В её доме произвели обыск и нашли маленькие картинки и фигурки. Гловер сказала, что молилась им, и в суде это расценили как признание в поклонении демонам. Однако исследователи считают, что это были иконы и фигурки католических святых. Большая часть населения в то время придерживалась пуританства и в обществе существовали предрассудки против католиков. Два переводчика, знавших ирландский, сказали, что Энн созналась в колдовстве. Было предположение, что Гловер страдает от психического расстройства, но пять из шести докторов подтвердили её вменяемость и Энн была признана виновной в колдовстве и приговорена к казни через повешение.
16 ноября 1688 года, под насмешки толпы, Энн Гловер была повешена. Когда её вели к месту казни, Энн сказала, что её смерть не исцелит детей Гудвина. Один бостонский торговец, Роберт Калеф, который присутствовал при суде над Гловер, писал: «Гуди Гловер была презираемой, сумасшедшей, бедной пожилой женщиной, ирландской католичкой, которую судили за причинения вреда детям Гудвина. В суде она вела себя как безумная. С ней жестоко поступили. Доказательств против неё было недостаточно. Судья признал её виновной. Она была повешена. Она умерла как католик».
Дочь Энн во время судебного процесса над матерью страдала от серьёзных нервных срывов, которые, по свидетельствам современников, свели её с ума. Вероятнее всего, её дочь и есть та самая «Мари Гловер, ирландская католическая ведьма», которую позже (в 1689 году) судили вместе с пиратами Томасом Хокинсом, Томасом Фунтом и Уильямом Ковардом.
В 1988 году Бостонский городской совет объявил 16 ноября «днем Гуди Гловер».